# Bouzeroual
Bouzeroual (franska: Bouzeroual (CR), Bouzeroual (Commune Rurale), arabiska: بني زولي) är en kommun i Marocko.   Den ligger i provinsen Zagora och regionen Drâa-Tafilalet, i den östra delen av landet, 400 km söder om huvudstaden Rabat. Antalet invånare är 10 060.